# Zsófia Fegyverneky
Zsófia Fegyverneky, po mężu Dénes (ur. 29 września 1984 w Peczu) – węgierska koszykarka, reprezentantka kraju, występująca na pozycji rozgrywającej, obecnie zawodniczka Sopronu Basket.

## Osiągnięcia
Stan na 25 kwietnia 2023, na podstawie, o ile nie zaznaczono inaczej.

### Drużynowe
- Mistrzyni:
  - Euroligi (2022)
  - Węgier (2004–2006, 2010, 2013, 2015–2023)[3][4][5][6][7][8][9][10][11]
- Wicemistrzyni:
  - Euroligi (2018)
  - Superpucharu Europy FIBA (2022)
  - Ligi Europy Środkowej (2013, 2014)[4][12]
  - Węgier (2007, 2008, 2011, 2012)[13][14][15][16]
  - Czech (2009)[17]
- 3. miejsce w Eurolidze (2004)
- Brązowa medalistka mistrzostw Węgier (2014)[12]
- 4. miejsce w Eurolidze (2005, 2019, 2021)
- Zdobywczyni pucharu:
  - Węgier (2005, 2006, 2010, 2012, 2013, 2015, 2017, 2019–2021, 2023)[3][16][4][6][8][9][10]
  - Czech (2009)
- Finalistka pucharu Węgier (2008, 2011, 2014, 2016, 2018, 2022)[12][5][7][11]
- Uczestniczka międzynarodowych rozgrywek:
  - Euroligi (2003–2014, 2015–2018)
  - Ligi Światowej FIBA (2007 – 5. miejsce)[18]

### Indywidualne
(* – nagrody przyznane przez portal eurobasket.com)
- MVP*:
  - finałów ligi węgierskiej (2017)*[6]
  - Pucharu Węgier (2019)[8]
- Najlepsza*:
  - zawodniczka krajowa ligi węgierskiej (2012)[16]
  - występująca na pozycji obronnej ligi węgierskiej (2016)[5]
- Defensywna koszykarka roku ligi węgierskiej (2008)*[14]
- Zaliczona do*:
  - I składu:
    - ligi węgierskiej (2008, 2012, 2013, 2016, 2017)[14][16][4][5][6]
    - zawodniczek krajowych ligi węgierskiej (2008, 2012, 2013, 2014, 2016, 2017)[14][16][4][12][5][6]
    - defensywnego ligi węgierskiej (2008)[14]

  - II składu ligi węgierskiej (2014)[12]
  - III składu ligi węgierskiej (2022)[11]
  - składu honorable mention ligi węgierskiej (2006)[3]
- Zwyciężczyni konkursu rzutów za 3 punkty ligi węgierskiej (2008)[14]
- Uczestniczka meczu gwiazd ligi węgierskiej (2008)[14]
- Liderka w asystach ligi węgierskiej (2013 – 4,6)[4]

### Reprezentacja
Seniorska
- Uczestniczka:
  - mistrzostw Europy (2009 – 13. miejsce, 2015 – 17. miejsce, 2017 – 12. miejsce)
  - kwalifikacji do Eurobasketu (2005, 2007, 2009, 2011, 2017, 2019, 2021)

Młodzieżowe
- Uczestniczka:
  - mistrzostw Europy U–20 (2004 – 4. miejsce)
  - kwalifikacji do mistrzostw Europy:
    - U–20 (2004)
    - U–18 (2002)